# میک اسپیت
میک اسپیت (انگلیسی: Mick Speight؛ زادهٔ ۱ نوامبر ۱۹۵۱) یک بازیکن فوتبال اهل بریتانیا است.